# 遼河はるひ
遼河 はるひ（りょうが はるひ、1976年2月2日 - ）は日本の女優、タレント。元宝塚歌劇団月組の男役。所属事務所はプロダクション人力舎。
愛知県名古屋市出身。名古屋市立吹上小学校、椙山女学園中学校、椙山女学園高等学校卒業。
愛称は「アヒ」（本名のなまり）。身長173cm、血液型A型。

## 来歴
1994年、宝塚音楽学校入学。82期生。この年は史上最高の倍率48.25倍を記録している。同期には壮一帆（元雪組トップスター）、蘭寿とむ（元花組トップスター）、涼紫央（元星組スター）、紺野まひる（元雪組トップ娘役）らがいる。
1996年、宝塚歌劇団入団。入団時の成績は11番。月組『CAN-CAN』で初舞台。その後月組に配属。
若手男役として新人公演で2番手などの役を演じていたが、2001年に宙組に組替え。2002年、『鳳凰伝』にて新人公演主演を果たす。2003年、「春ふたたび」にてバウWS初主演。
2005年5月、「Le Petit Jardin　幸せの庭」でバウホール主演。2006年、『NEVER SAY GOODBYE -ある愛の軌跡-』では、唯一の悪役とも言える大役・フランシスコ・アギラール役を演じた。
その後再び月組に組替え。2007年 - 2008年宝塚バウホール・東京特別公演『HOLLYWOOD LOVER』では、主人公と対立する二番手役・リチャード・R・ローガンを演じた。2008年日生劇場公演『グレート・ギャツビー』では二番手役のニック・キャラウェイ役に抜擢される。同年『夢の浮橋』では当時のトップスター瀬奈じゅんが演じた匂宮の兄・ニの宮を演じた。2009年3月、自身の初ディナーショー「GLITTER」を開催、同年『エリザベート』ではルドルフ皇太子を演じた。
2009年12月27日、『ラスト・プレイ』『Heat on Beat!』東京宝塚劇場公演千秋楽を最後に当時のトップスター・瀬奈じゅん、娘役スターとして活躍していた城咲あい、羽桜しずく等と同時退団。
2010年より、Beehiveに所属。また、同年から出身地である名古屋市の中日ビルイメージモデルを2012年まで務めた（後任は同じく宝塚歌劇団卒業生で先輩にあたる立樹遥）。
2013年より、所属事務所（マネージメント契約）をBeehiveから、プロダクション人力舎へ移籍した。ただし、Beehiveとは広告業務提携（CMブッキング）という形で関係を継続する。
2015年8月3日スタートの昼の連続ドラマ『癒し屋キリコの約束』（東海テレビ・フジテレビ系）にて、連ドラ初主演。
2019年8月7日、Jリーガーの鈴木彩貴（当時V・ファーレン長崎所属）と結婚したことをブログなどで報告した。

## 人物・エピソード
- 小さい頃は、ピアノ、日舞、公文、水泳を習っていた[12]。中学生時代に声楽を習う[13]。
- 妹がいる[12]。
- 手芸が得意。小学生の頃は夏休みだけ陸上大会のために陸上部に入り、小学6年生から中学の途中までバレーボール部だった[14][15]。
- 小学6年生の時に受験のご褒美で、スヌーピーの大きなぬいぐるみを買ってもらった[16]。
- 高校生の頃に中日劇場で初めて宝塚を観て、衝撃を受けて「私もやってみたい！」と思った[13]。2年生でバレエを習い始め、3年生の時に真剣にやったという[17]。
- 宝塚音楽学校を受験するために宝塚市のスクールに通い[18]、蘭寿とむと一緒だった[19]。
- 2013年1月、実家に帰省した時、深夜に入浴した浴室のドアが故障し出られなくなった。また、この事が『ザ!世界仰天ニュース』で取り上げられた。[20]

## 宝塚歌劇団時代の主な舞台出演

### 第1次月組時代
- 2001年1月 - 2月、「いますみれ花咲く / 愛のソナタ」新人公演/オックス男爵（本役・紫吹淳）
- 2001年5月 - 7月、「愛のソナタ / ESP!」新人公演/オックス男爵
- 2001年8月 - 9月、「大海賊 / ジャズマニア」新人公演/キッド（本役・伊織直加）

### 宙組時代
- 2002年7月 - 11月、「鳳凰伝 / ザ・ショー・ストッパー」新人公演/カラフ（本役：和央ようか） ＊新人公演主演
- 2003年、バウWS「春ふたたび」 ＊バウWS初主演
- 2003年2月 - 6月、「傭兵ピエール / 満天星大夜總会」ガストン
- 2003年10月 - 2004年2月、「白昼の稲妻 / テンプテーション」ジャン
- 2004年3月、ドラマシティ他公演「BOXMAN-俺に破れない金庫などない-」リロイ
- 2004年5月 - 8月、「ファントム」 リシャール
- 2004年10月 - 11月、「THE LAST PARTY」アーネスト・ヘミングウェイ
- 2005年1月 - 4月、「ホテルステラマリス / レヴュー伝説」ダニエル
- 2005年5月 - 6月、「Le Petit Jardin 幸せの庭」アラン ＊主演
- 2005年8月 - 11月、「炎にくちづけを / ネオ・ヴォヤージュ」ドー
- 2006年1月、「不滅の恋人たちへ」ユジェーヌ・ドラクロワ
- 2006年2月、「THE LAST PARTY」アーネスト・ヘミングウェイ
- 2006年4月 - 7月、「NEVER SAY GOODBYE」フランシスコ・アギラール

### 第2次月組時代
- 2006年7月 宝塚巴里祭2006 ＊主演
- 2006年10月、全国ツアー「あかねさす紫の花 / レ・ビジュー・ブリアン」勝麻呂
- 2007年1月 - 4月、「パリの空よりも高く / ファンシー・ダンス」ジェラール・ロルボン
- 2007年5月 - 6月、全国ツアー「ダル・レークの恋」クリスナ
- 2007年8月 - 11月、「MAHOROBA / マジシャンの憂鬱」ヤーノシュ
- 2007年12月 - 2008年1月、バウホール公演「HOLLYWOOD LOVER」リチャード・R・ローガン
- 2008年3月 - 7月、「ME AND MY GIRL」ジェラルド
- 2008年9月、日生劇場公演「グレート・ギャツビー」ニック・キャラウェイ
- 2008年11月 - 2009年2月、「夢の浮橋 / Apasionado!!」二の宮
- 2009年3月、遼河はるひディナーショー「GLITTER」 ＊初ディナーショー主演
- 2009年5月 - 8月「エリザベート」ルドルフ皇太子、エルマー（役変わり）
- 2009年10月 - 12月、「ラストプレイ -祈りのように- / Heat on Beat!」ジークムント ＊退団公演

## 宝塚歌劇団退団後の主な出演

### テレビドラマ
- 金曜プレステージ 山村美紗サスペンス 赤い霊柩車27「魔女のささやき」（2011年4月8日、フジテレビ） - 永井聖子 役
- くろねこルーシー（UHF、2012年） - 白藤紅葉 役
- 月曜ゴールデン 山村美紗サスペンス 狩矢警部シリーズ11「京都舞踊襲名殺人事件」（2012年3月19日、TBS） - 捧彩見 役
- 花のズボラ飯（TBS系、2012年11月13日） - カオリ 役
- 水曜ミステリー9 女三代 如月法律事務所2「もう一つの真実」（テレビ東京、2013年2月6日） - 川原怜奈 役
- 癒し屋キリコの約束（2015年8月3日 - 9月25日、フジテレビ/東海テレビ） - 主演・有村霧子 役
- マネーの天使〜あなたのお金、取り戻します!〜 第6話（2016年2月11日、日本テレビ・読売テレビ） - 里中響子 役
- 東京タラレバ娘 第2話（2017年1月25日、日本テレビ） - 宇野綾子 役
- 重要参考人探偵 第1話（2017年10月20日、テレビ朝日） - 小高邦江 役
- サバイバル・ウェディング 第6話（2018年8月18日、日本テレビ） - 永瀬加奈 役
- 白衣の戦士! 第8話（2019年6月5日、日本テレビ） - 柳楽静香 役
- 隕石家族（2020年4月18日 -5月30日 、フジテレビ） - 森山舞衣 役
- ギークス〜警察署の変人たち〜 第4話（2024年7月25日、フジテレビ） - 山田佳代子 役[21]

### 配信ドラマ
- ハイパーナイフ 闇の天才外科医 第3話（2025年3月26日配信、Disney+ ） - 市田ナナエ 役[22]

### バラエティ番組
- 天才!!カンパニー（2012年4月28日 - 、日本テレビ）＊準レギュラー
- ハイボール万歳!（2013年2月18日 - 、BS-TBS）
- PON!PON!ポシュレ（2014年4月 - 、日本テレビ）
- ゴゴスマ -GO GO!Smile!- （2014年4月4日 - 、CBC） - 金曜日リポーター
- キニナルーム（2014年9月6日 - 、Dlife）[23]
- 不思議探求バラエティー ザ・世界ワンダーX（2014年10月19日 - 2015年3月8日、TBS）
- スッキリ!!（2015年3月30日 - 、日本テレビ） - ゲストコメンテーター[24]
- しくじり先生 俺みたいになるな!!（2014年11月21日 - 、テレビ朝日）＊準レギュラー
- プレバト!!（毎日放送）不定期出演（いけばな・名人初段）
- スーパーラグジュアリートレイン 〜豪華!オンナ2人旅〜 (2017年8月23日、NHK BSプレミアム)
- 突撃!隣のスゴイ家（2018年10月11日 - 、BSテレ東）
- バイタルTV にっぽんイイね! こだわり鉄道旅 駅弁!食べつぶしたび (2018年10月31日、BS-TBS)
- 踊る!さんま御殿!! 3時間SP（2021年10月12日、日本テレビ）
- 高田＆遼河のテキトー万博宣伝大使が行く！（2025年3月30日、中京テレビ）

### ドキュメンタリー
- 夢と希望の“シンデレラ”紀行（2016年3月31日、NHK総合）[25] - ナビゲーター

### 舞台
- 2011年8月、『好色一代男』（御園座）女医、生霊（2役）
- 2012年2月、『会津の空に残した月影』（武蔵野芸術劇場）新島八重 ＊主演
- 2012年5月、『土御門大路 陰陽師・安倍晴明と貴船の女』（中日劇場）紅葉
- 2012年11月、30-DELUX The Remake Theater『イエロー』お銀
- 2016年4月、ミュージカル『アニー』（新国立劇場中ホール）ハニガン

### 映画
- はなちゃんのみそ汁（2016年1月公開） - 吉田由季 役
- 鋼の錬金術師 完結編 最後の錬成（2022年6月24日公開）[26] - イズミ・カーティス 役
- 女子大小路の名探偵（2023年10月13日公開）[27]

### CM
- 豆腐の盛田屋「豆乳よーぐるとぱっく 玉の輿」（2016年）[28]
- 中日新聞/東京新聞/北陸中日新聞（2016年、又吉直樹と共演）[29][30]
- グラクソ・スミスクライン「シュミテクト」（2017年）[31]

### その他
- 中日ビル・イメージキャラクター（2010年 - 2012年1月31日）
- 犬山観光特使(2023年10月-)

## 著書
- 遼河はるひのフリーザーバッグまる活ごはん 調理も保存も、超カンタン!!（2016年5月25日、ブックウォーカー）